# Parramatta Eels
Els Parramatta Eels són un club professional de rugbi a 13 australià amb seu a Parramatta, Sydney. El club juga a la National Rugby League (NRL).